# Somebody's Crying
Singles de Chris Isaak
Solitary Man
(1993) Go Walking Down There
(1995)
Somebody's Crying est le premier single de l'album Forever Blue (en) de Chris Isaak lancé en mai 1995. La chanson est également disponible sur la compilation Best of Chris Isaak (en) (2006). Une version live a également été enregistrée sur l'album Live in Australia (en) (2008).
La chanson a reçu une nomination pour un Grammy Award dans la catégorie meilleur chanteur rock.

## Création
La chanson a été écrite par Isaak peu après une rupture. Lors d'une fête chez un ami, n'ayant pas trop le cœur à la fête, il se serait enfermé dans un placard avec une guitare et, penché sur elle le dos appuyé au mur, aurait créé la chanson.

La chanson décrit ainsi une personne nostalgique d'un ancien amour et la peur de reprendre contact. Dans une entrevue donnée en 1995, Isaak a comparé les paroles à la manière dont s'expriment souvent les enfants : 

« La plupart d'entre-nous sommes effrayés par l'amour comme de petits enfants sont effrayés par le monde. Ces derniers viennent à vous en disant : "Je connais quelqu'un qui est amoureux de toi" ou "Je connais quelqu'un qui t'aime." Ils le disent comme ça, indirectement. Je crois que c'est probablement la même chose pour les adultes. Ils ne vont jamais se débarrasser complètement de cette peur. »

— Chris Isaak, Chris Isaak walks a lonely road 

## Vidéoclip
Le vidéoclip de la chanson a été réalisé par Bill Pope et a été lancé en 1995. Contrastant avec les paroles, la vidéo présente un amour d'été sur fond de surf. Les acteurs Jennifer Rubin, Jenna Elfman, Zen Gesner et Chris Penn y font une apparition.
Le clip reçoit une nomination aux Video Music Award dans la catégorie Best Male Video. Il perd face au clip de You Don't Know How It Feels (en) de Tom Petty.

## Réception
Somebody's Crying atteint la 45e position au Billboard Hot 100 en août 1995, ce qui le classe au deuxième rang des singles les plus populaires d'Isaak après Wicked Game, ayant atteint la sixième position en 1991. La chanson atteint la position 27 sur le Hot AC chart, le 34e rang sur Alternative Songs chart et le 36e sur Top 40 Mainstream chart.
La chanson atteint le cinquième rang en Australie et le 22e en Nouvelle-Zélande, ce qui en fait le plus haut classement d'Isaak dans ces pays.

### Palmarès
| Palmarès (1995)                              | Position maximale |
| -------------------------------------------- | ----------------- |
| U.S. Billboard Hot 100                       | 45                |
| U.S. Billboard Hot Adult Contemporary Tracks | 27                |
| U.S. Billboard Alternative Songs             | 34                |
| U.S. Billboard Top 40 Mainstream             | 36                |
| Australian ARIA Singles Chart                | 5                 |
| New Zealand Singles Chart                    | 22                |

## Dans la culture populaire
La chanson a été diffusée lors de deux épisodes de La Vie à cinq (Party of Five) en 1995,. La même année, elle a également été jouée dans un épisode de Beavis et Butt-Head (Beavis and Butt-head).